# Подольский цемент
Публичное акционерное общество «Подольский цемент» (укр. Публічне акціонерне товариство «Подільський цемент»), ранее Каменец-Подольский цементный завод (укр. Кам'янець-Подільський цементний завод), — цементный завод, расположенный вблизи города Каменец-Подольский в Хмельницкой области, Украина.
Входит в состав Ассоциации производителей цемента Украины «Укрцемент».
Проектная мощность завода — 2,05 млн тонн цемента.

## История

Каменец-Подольский цементный завод в 1991 году

Решение о строительстве цементного завода в Каменце-Подольском было принято 15 февраля 1961 года Советом министров УССР. Основной задачей предприятия было обеспечение потребностей строительства на территории Киевской, Винницкой, Черкасской и Хмельницкой областей.
Проект цементного завода производственной мощностью 2,4 млн тонн разработал харьковский проектный институт «Южгипроцемент». 19 марта 1963 года проект был утверждён Советом министров УССР. 21 декабря 1965 года была создана дирекция строительства завода.

### 1966—1991
Строительство предприятия стартовало в начале 1966 года. 29 декабря 1970 года была введена в эксплуатацию первая очередь завода (производственной мощностью 600 тыс. тонн продукции в год).
В 1970-е — 1980-е годы завод входил в число ведущих предприятий города.
30 августа 1971 года была введена в эксплуатацию вторая очередь завода и в 1971-м предприятие выпустило 480 тыс. тонн цемента, а 19 июля 1972 года завершило изготовление первого миллиона тонн цемента.
30 августа 1972 года была введена в эксплуатацию вторая очередь завода, 25 августа 1973 года — четвёртая очередь завода. 25 ноября 1974 года была задута пятая вращающаяся печь, после чего мощность предприятия достигла запланированного уровня.
В 1975 году была введена в эксплуатацию последняя, шестая очередь завода, и в 1975 году предприятие выпустило 2,736 млн тонн цемента. В августе 1976 года была произведена 10-миллионная тонна цемента.
В 1977 году завод выпустил 3,445 млн тонн цемента. Все производственные процессы были механизированы.
В 1987 году завод произвёл 3 703 600 тонн, а в 1988 году — 3786000 тонн цемента (наивысший показатель за всё время работы).
К 1989 году на балансе предприятия находились объекты социальной инфраструктуры: два детских сада, поликлиника, база отдыха на побережье Чёрного моря, профилакторий, 5 общежитий, 15 жилых домов и гостиница.

### 1991—2001
После провозглашения независимости Украины завод стал одним из крупнейших цементных предприятий Украины.
24 марта 1994 года было принято решение о преобразовании завода в закрытое акционерное общество. В мае 1995 года Кабинет министров Украины включил завод в перечень предприятий, подлежащих приватизации в течение 1995 года.
В 1997 году ЗАО «Каменец-Подольский цементный завод» было преобразовано в открытое акционерное общество, в дальнейшем собственником контрольного пакета акций предприятия стал киевский инвестиционный фонд «КИНТО». С мая 1999 года владельцем завода стала ирландская компания CRH (предприятие находится в собственности филиала компании СRH Poland B.V.).

### 2001—2020
В 2004 году завод произвёл 1,695 млн тонн цемента (на 23,7 %, или на 325 тыс. тонн больше, чем в 2003 году).
В 2006 году производственные процессы предприятия были переведены с использования природного газа на уголь.
2005 год завод закончил с прибылью 35,4 млн гривен, 2006 год — с чистой прибылью 55,247 млн гривен.
2007 год предприятие закончило с чистой прибылью 258,315 млн гривен. В 2008 году завод, располагавший шестью печами по выпуску цемента общей проектной мощностью 3,7 млн тонн в год, произвёл 2,2 млн тонн цемента и получил 193,547 млн гривен чистой прибыли.
В 2008—2011 годах предприятие было полностью модернизировано. В 2011-м CRH plc ввела в эксплуатацию современную линию по производству цемента экологически безопасным сухим методом, мощностью 2,2 тонны клинкера в год. Стоимость инвестиции превысила 300 млн евро.
В 2010 году харьковский проектный институт «Южгипроцемент» разработал для завода проект создания дополнительной упаковочной линии производительностью 200 т/час с упаковкой цемента в полиэтиленовые мешки весом 50 кг.
По состоянию на 2018-й предприятие признано одним из крупнейших производителей цемента в Европе. Это первый цементный завод в Украине, который присоединился к Киотскому протоколу в рамках проекта совместного осуществления ООН.

### После 2020
В 2021 году на Подольском заводе состоялось открытие подъездной дороги от Хмельницкого шоссе Н-03 к автовесам и забетонированным площадкам терминалов отгрузки цемента № 2 и № 3.
Завод участвует в благоустройстве территорий близлежащих общин и поддерживает жизнь в городах Хмельницкой области, помогая больницам и устанавливая детские площадки.
В 2021 году Каменец-Подольский завод стал спонсором Открытого чемпионата Хмельницкой области по велоспорту и маунтенбайку среди детей, а также инициировал акцию «Время дарить тепло» — сбор теплых вещей для воспитанников детского дома в г. Меджибоже и пациентов психоневрологического учреждения для пожилых людей в с. Миливцы.
С ноября 2021 года Подольский завод вместе с ООО «Цемент» и ЧАО «Николаевцемент» работает под новым брендом — CEMARK.
В 2023 году на Каменец-Подольском цементном заводе был запущен в эксплуатацию терминал самообслуживания водителей.
Цемент предприятия использовался при сооружении Запорожской и Хмельницкой АЭС, Днестровского каскада ГЭС, объекта «Саркофаг» Чернобыльской АЭС, Киевского метрополитена и других объектов государственного значения.